# Primetime Emmy Award du meilleur acteur dans un second rôle dans une série télévisée dramatique

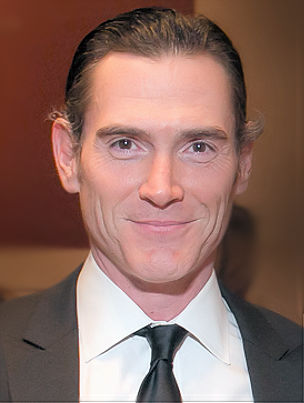
Billy Crudup, vainqueur du prix lors de l'édition de 2024.

Pour les articles homonymes, voir Emmy du meilleur acteur dans un second rôle.
Le Primetime Emmy Award du meilleur acteur dans un second rôle dans une série dramatique (Primetime Emmy Award for Supporting Actor in a Drama Series) est une récompense de télévision remise depuis 1959 au cours de la cérémonie annuelle des Primetime Emmy Awards.

## Palmarès
Note : L'année indiquée est celle de la cérémonie. Les lauréates sont indiquées en tête de chaque catégorie et en caractères gras.

### Années 1950 - 1960
- 1959 : Dennis Weaver pour son rôle dans Gunsmoke
- 1960 : aucune récompense
- 1961 : Roddy McDowall pour son rôle dans Not Without Honor
- 1962 : aucune récompense
- 1963 : aucune récompense
- 1964 : Albert Paulsen pour son rôle dans Bob Hope Presents the Chrysler Theatre
- 1965 : aucune récompense
- 1966 : James Daly pour son rôle dans Hallmark Hall of Fame
- 1967 : Eli Wallach pour son rôle dans Opération Opium (The Poppy Is Also a Flower)
- 1968 : Milburn Stone pour son rôle dans Gunsmoke
- 1969 : aucune récompense

### Années 1970
- 1970 : James Brolin pour son rôle dans Docteur Marcus Welby (Marcus Welby, M.D.)
- 1971 : David Burns pour son rôle dans Le Prix (Hallmark Hall of Fame)
- 1972 : Jack Warden pour son rôle dans Brian's Song
- 1973 : Scott Jacoby pour son rôle dans That Certain Summer
- 1974 : Michael Moriarty pour son rôle dans La Ménagerie de verre (The Glass Menagerie)
- 1975 : Will Geer pour son rôle dans La Famille des collines (The Waltons)
- 1976 : Anthony Zerbe pour son rôle dans Harry O
- 1977 : Gary Frank pour son rôle dans Family
- 1978 : Robert Vaughn pour son rôle dans Washington Behind Closed Doors
- 1979 : Stuart Margolin pour son rôle dans 200 dollars plus les frais (The Rockford Files)

### Années 1980
- 1980 : Stuart Margolin pour son rôle dans 200 dollars plus les frais (The Rockford Files)
- 1981 : Michael Conrad pour son rôle dans Capitaine Furillo (Hill Street Blues)
- 1982 : Michael Conrad pour son rôle dans Capitaine Furillo (Hill Street Blues)
- 1983 : James Coco pour son rôle dans Hôpital St Elsewhere (St. Elsewhere)
- 1984 : Bruce Weitz pour son rôle dans Capitaine Furillo (Hill Street Blues)
- 1985 : Edward James Olmos pour son rôle dans Deux Flics à Miami (Miami Vice)
- 1986 : John Karlen pour son rôle dans Cagney et Lacey (Cagney & Lacey)
- 1987 : John Hillerman pour son rôle dans Magnum (Magnum, P.I.)
- 1988 : Larry Drake pour son rôle dans La Loi de Los Angeles (L.A. Law)
- 1989 : Larry Drake pour son rôle dans La Loi de Los Angeles (L.A. Law)

### Années 1990
- 1990 : Jimmy Smits pour le rôle de Victor Sifuentes dans La Loi de Los Angeles (L.A. Law)
- 1991 : Timothy Busfield pour le rôle d'Elliot Weston dans Génération Pub (Thirtysomething)
- 1992 : Richard A. Dysart pour le rôle de Leland McKenzie dans La Loi de Los Angeles (L.A. Law)
- 1993 : Chad Lowe pour le rôle de Jesse McKenna dans Corky, un adolescent pas comme les autres (Life Goes On)
- 1994 : Fyvush Finkel pour le rôle de Douglas Wambaugh dans Un drôle de shérif (Picket Fences)
- 1995 : Ray Walston pour le rôle du Juge Henry Bone dans Un drôle de shérif (Picket Fences)
- 1996 : Ray Walston pour le rôle du Juge Henry Bone dans Un drôle de shérif (Picket Fences)
- 1997 : Héctor Elizondo pour le rôle du Dr Phillip Watters dans Chicago Hope : La Vie à tout prix (Chicago Hope)
- 1998 : Gordon Clapp pour le rôle de Greg Medavoy dans New York Police Blues (NYPD Blue)
- 1999 : Michael Badalucco pour le rôle de Jimmy Berluti dans The Practice : Donnell et Associés (The Practice)

### Années 2000
- 2000 : Richard Schiff pour le rôle de Toby Ziegler dans À la Maison-Blanche (The West Wing)
  - Michael Badalucco pour le rôle de Jimmy Berlutti dans The Practice : Donnell et Associés (The Practice)
  - Dominic Chianese pour le rôle de Corrado "Junior" Soprano dans Les Soprano (The Sopranos)
  - Steve Harris pour le rôle de Josiah Bartlet dans The Practice : Donnell et Associés (The Practice)
  - John Spencer pour le rôle de Leo McGarry dans À la Maison-Blanche (The West Wing)

- 2001 : Bradley Whitford pour le rôle de Josh Lyman dans À la Maison-Blanche (The West Wing)
  - Dominic Chianese pour le rôle de Corrado "Junior" Soprano dans Les Soprano (The Sopranos)
  - Michael Imperioli pour le rôle de Christopher Moltisanti dans Les Soprano (The Sopranos)
  - Richard Schiff pour le rôle de Toby Ziegler dans À la Maison-Blanche (The West Wing)
  - John Spencer pour le rôle de Leo McGarry dans À la Maison-Blanche (The West Wing)

- 2002 : John Spencer pour le rôle de Leo McGarry dans À la Maison-Blanche (The West Wing)
  - Victor Garber pour le rôle de Jack Bristow dans Alias
  - Dulé Hill pour le rôle de Charlie Young dans À la Maison-Blanche (The West Wing)
  - Freddy Rodríguez pour le rôle de Hector Frederico Diaz dans Six Feet Under (Six Feet Under)
  - Richard Schiff pour le rôle de Toby Ziegler dans À la Maison-Blanche (The West Wing)
  - John Spencer pour le rôle de Leo McGarry dans À la Maison-Blanche (The West Wing)

- 2003 : Joe Pantoliano pour le rôle de Ralph Cifaretto dans Les Soprano (The Sopranos)
  - Victor Garber pour le rôle de Jack Bristow dans Alias
  - Michael Imperioli pour le rôle de Christopher Moltisanti dans Les Soprano (The Sopranos)
  - Richard Schiff pour le rôle de Toby Ziegler dans À la Maison-Blanche (The West Wing)
  - John Spencer pour le rôle de Leo McGarry dans À la Maison-Blanche (The West Wing)

- 2004 : Michael Imperioli pour le rôle de Christopher Moltisanti dans Les Soprano (The Sopranos)
  - Victor Garber pour le rôle de Jack Bristow dans Alias
  - Steve Buscemi pour le rôle de Tony Blundetto dans Les Soprano (The Sopranos)
  - Brad Dourif pour le rôle de Doc Cochran dans Deadwood
  - John Spencer pour le rôle de Leo McGarry dans À la Maison-Blanche (The West Wing)

- 2005 : William Shatner pour le rôle de Denny Crane dans Boston Justice (Boston Legal)
  - Naveen Andrews pour le rôle de Sayid dans Lost : Les Disparus (Lost)
  - Alan Alda pour le rôle du sénateur Arnold Vinick dans À la Maison-Blanche (The West Wing)
  - Terry O'Quinn pour le rôle de John Locke dans Lost : Les Disparus (Lost)
  - Oliver Platt pour le rôle de Russell Tupper dans Huff

- 2006 : Alan Alda pour le rôle du sénateur Arnold Vinick dans À la Maison-Blanche (The West Wing)
  - Gregory Itzin pour le rôle du président Charles Logan dans 24 Heures chrono (24)
  - Oliver Platt pour le rôle de Russell Tupper dans Huff
  - Michael Imperioli pour le rôle de Christopher Moltisanti dans Les Soprano (The Sopranos)
  - William Shatner pour le rôle de Denny Crane dans Boston Justice (Boston Legal)

- 2007 : Terry O'Quinn pour le rôle de John Locke dans Lost : Les Disparus (Lost)
  - Michael Imperioli pour le rôle de Christopher Moltisanti dans Les Soprano (The Sopranos)
  - William Shatner pour le rôle de Denny Crane dans Boston Justice (Boston Legal)
  - Michael Emerson pour le rôle de Ben dans Lost : Les Disparus (Lost)
  - T. R. Knight pour le rôle de George O'Malley dans Grey's Anatomy
  - Masi Oka pour le rôle de Hiro Nakamura dans Heroes

- 2008 : Željko Ivanek pour le rôle de Raymond Fiske dans Damages
  - John Slattery pour le rôle de Roger Sterling dans Mad Men
  - Ted Danson pour le rôle de Arthur Frobisher dans Damages
  - William Shatner pour le rôle de Denny Crane dans Boston Justice (Boston Legal)
  - Michael Emerson pour le rôle de Ben dans Lost : Les Disparus (Lost)

- 2009 : Michael Emerson pour le rôle de Benjamin Linus dans Lost : Les Disparus (Lost)
  - William Shatner pour le rôle de Denny Crane dans Boston Justice (Boston Legal)
  - William Hurt pour le rôle de Daniel Purcell dans Damages
  - Christian Clemenson pour le rôle de Jerry Espenson dans Boston Justice (Boston Legal)
  - Aaron Paul pour le rôle de Jesse Pinkman dans Breaking Bad
  - John Slattery pour le rôle de Roger Sterling dans Mad Men

### Années 2010
- 2010 : Aaron Paul pour le rôle de Jesse Pinkman dans Breaking Bad
  - Andre Braugher pour le rôle d'Owen Thoreau Jr. dans Men of a Certain Age
  - Michael Emerson pour le rôle de Ben dans Lost : Les Disparus (Lost)
  - Terry O'Quinn pour le rôle de John Locke dans Lost : Les Disparus (Lost)
  - Martin Short pour le rôle de Leonard Winstone dans Damages
  - John Slattery pour le rôle de Roger Sterling dans Mad Men

- 2011 : Peter Dinklage pour le rôle de Tyrion Lannister dans Game of Thrones
  - Andre Braugher pour le rôle de Owen Thoreau Jr. dans Men of a Certain Age
  - Josh Charles pour le rôle de Will Gardner dans The Good Wife
  - Alan Cumming pour le rôle de Eli Golding dans The Good Wife
  - Walton Goggins pour le rôle de Boyd Crowder dans Justified
  - John Slattery pour le rôle de Roger Sterling dans Mad Men

- 2012 : Aaron Paul pour le rôle de Jesse Pinkman dans Breaking Bad
  - Jim Carter pour le rôle de M. Carson dans Downton Abbey
  - Brendan Coyle pour le rôle de John Bates dans Downton Abbey
  - Peter Dinklage pour le rôle de Tyrion Lannister dans Game of Thrones
  - Giancarlo Esposito pour le rôle de Gus Fring dans Breaking Bad
  - Jared Harris pour le rôle de Lane Pryce dans Mad Men

- 2013 : Bobby Cannavale pour le rôle de Gyp Rosetti dans Boardwalk Empire
  - Jonathan Banks pour le rôle de Mike Ehrmantraut dans Breaking Bad
  - Jim Carter pour le rôle de M. Carson dans Downton Abbey
  - Peter Dinklage pour le rôle de Tyrion Lannister dans Game of Thrones
  - Mandy Patinkin pour le rôle de Saul Berenson dans Homeland
  - Aaron Paul pour le rôle de Jesse Pinkman dans Breaking Bad

- 2014 : Aaron Paul pour le rôle de Jesse Pinkman dans Breaking Bad
  - Jim Carter pour le rôle de M. Carson dans Downton Abbey
  - Josh Charles pour le rôle de Will Gardner dans The Good Wife
  - Peter Dinklage pour le rôle de Tyrion Lannister dans Game of Thrones
  - Mandy Patinkin pour le rôle de Saul Berenson dans Homeland
  - Jon Voight pour le rôle de Mickey Donovan dans Ray Donovan

- 2015 : Peter Dinklage pour le rôle de Tyrion Lannister dans Game of Thrones
  - Jonathan Banks pour le rôle de Mike Ehrmantraut dans Better Call Saul
  - Jim Carter pour le rôle de Charles Carson dans Downton Abbey
  - Alan Cumming pour le rôle de Eli Gold dans The Good Wife
  - Michael Kelly pour le rôle de Doug Stamper dans House of Cards
  - Ben Mendelsohn pour le rôle de Danny Rayburn dans Bloodline

- 2016 : Ben Mendelsohn pour le rôle de Danny Rayburn dans Bloodline
  - Jonathan Banks pour le rôle de Mike Ehrmantraut dans Better Call Saul
  - Peter Dinklage pour le rôle de Tyrion Lannister dans Game of Thrones
  - Kit Harington pour le rôle de Jon Snow dans Game of Thrones
  - Michael Kelly pour le rôle de Doug Stamper dans House of Cards
  - Jon Voight pour le rôle de Mickey Donovan dans Ray Donovan
- 2017 : John Lithgow pour le rôle de Winston Churchill dans The Crown
  - Jonathan Banks pour le rôle de Mike Ehrmantraut dans Better Call Saul
  - David Harbour pour le rôle de Jim Hopper dans Stranger Things
  - Ron Cephas Jones pour le rôle de William H. Hill dans This Is Us
  - Michael Kelly pour le rôle de Doug Stamper dans House of Cards
  - Mandy Patinkin pour le rôle de Saul Berenson dans Homeland
  - Jeffrey Wright pour le rôle de Bernard Lowe dans Westworld
- 2018 : Peter Dinklage pour le rôle de Tyrion Lannister dans Game of Thrones
  - Nikolaj Coster-Waldau pour le rôle de Jaime Lannister dans Game of Thrones
  - Joseph Fiennes pour le rôle du commandant Fred Waterford dans The Handmaid's Tale : La Servante écarlate (The Handmaid's Tale)
  - David Harbour pour le rôle de Jim Hopper dans Stranger Things
  - Mandy Patinkin pour le rôle de Saul Berenson dans Homeland
  - Matt Smith pour le rôle du prince Philip Mountbatten, duc d'Édimbourg dans The Crown
- 2019 : Peter Dinklage pour le rôle de Tyrion Lannister dans Game of Thrones
  - Nikolaj Coster-Waldau pour le rôle de Jaime Lannister dans Game of Thrones
  - Alfie Allen pour le rôle de Theon Greyjoy dans Game of Thrones
  - Jonathan Banks pour le rôle de Mike Ehrmantraut dans Better Call Saul
  - Giancarlo Esposito pour le rôle de Gus Fring dans Better Call Saul
  - Michael Kelly pour le rôle de Doug Stamper dans House of Cards
  - Chris Sullivan pour le rôle de Toby Damon dans This Is Us

### Années 2020
- 2020 : Billy Crudup pour le rôle de Cory Ellison dans The Morning Show
  - Giancarlo Esposito pour le rôle de Gus Fring dans Better Call Saul
  - Bradley Whitford pour le rôle de Commander Joseph Lawrence dans The Handmaid's Tale : La Servante écarlate
  - Mark Duplass pour le rôle de Charles 'Chip' Black dans The Morning Show
  - Nicholas Braun pour le rôle de Greg Hirsch dans Succession
  - Kieran Culkin pour le rôle de Roman Roy dans Succession
  - Matthew Macfadyen pour le rôle de Tom Wambsgans dans Succession
  - Jeffrey Wright pour le rôle de Bernard dans Westworld

- 2021 : Tobias Menzies pour le rôle du Prince Philip dans The Crown
  - Michael K. Williams pour le rôle de Montrose Freeman dans Lovecraft Country
  - John Lithgow pour le rôle d'E.B. Jonathan dans Perry Mason
  - O. T. Fagbenle pour le rôle de Luke dans The Handmaid's Tale : La Servante écarlate
  - Max Minghella pour le rôle du Commandant Nick Blaine dans The Handmaid's Tale : La Servante écarlate
  - Bradley Whitford pour le rôle du Commandant Joseph Lawrence dans The Handmaid's Tale : La Servante écarlate
  - Giancarlo Esposito pour le rôle de Moff Gideon dans The Mandalorian
  - Chris Sullivan pour le rôle de Toby Damon dans This Is Us

- 2022 : Matthew Macfadyen pour le rôle de Tom Wambsgans dans Succession
  - Nicholas Braun pour le rôle de Greg Hirsch dans Succession
  - Billy Crudup pour le rôle de Cory Ellison dans The Morning Show
  - Kieran Culkin pour le rôle de Roman Roy dans Succession
  - O Yeong-su pour le rôle de Oh Il-nam dans Squid Game
  - Park Hae-soo pour le rôle de Cho Sang-woo dans Squid Game
  - John Turturro pour le rôle de Irving Bailiff dans Severance
  - Christopher Walken pour le rôle de Burt Goodman dans Severance

- 2023 : Matthew Macfayden pour le rôle de Tom Wambsgans dans Succession
  - F. Murray Abraham pour le rôle de Bert Di Grasso dans The White Lotus
  - Nicholas Braun pour le rôle de Greg Hirsch dans Succession
  - Michael Imperioli pour le rôle de Dominic Di Grasso dans The White Lotus
  - Theo James pour le rôle de Cameron Sullivan dans The White Lotus
  - Alan Ruck pour le rôle de Connor Roy dans Succession
  - Will Sharpe pour le rôle d'Ethan Spiller dans The White Lotus
  - Alexander Skarsgård pour le rôle de Lukas Matsson dans Succession

- 2024 : Billy Crudup pour le rôle de Cory Ellison dans The Morning Show
  - Tadanobu Asano pour le rôle de Kashigi Yabushige dans Shōgun
  - Mark Duplass pour le rôle de Charles "Chip" Black dans The Morning Show
  - Jon Hamm pour le rôle de Paul Marks dans The Morning Show
  - Takehiro Hira pour le rôle de Ishido Kazunari dans Shōgun
  - Jack Lowden pour le rôle de River Cartwright dans Slow Horses
  - Jonathan Pryce pour le rôle du Prince Philip dans The Crown

## Statistiques

### Nominations multiples
8 : Peter Dinklage
6 : Ed Begley Jr., Will Geer, Jimmy Smits, Bruce Weitz
5 : Jonathan Banks, William Frawley, Michael Imperioli, Aaron Paul, William Shatner, John Spencer, Noah Wyle
4 : James Brolin, Timothy Busfield, Art Carney, Jim Carter, Michael Conrad, Richard A. Dysart, Héctor Elizondo, Michael Emerson, John Hillerman, Mandy Patinkin, Carl Reiner, John Slattery, Dean Stockwell, Bradley Whitford
3 : Mason Adams, Noah Beery Jr., Larry Drake, Michael Douglas, Giancarlo Esposito, Paul Ford, Victor Garber, John Karlen, Michael Kelly, Don Knotts, Eriq La Salle, Greg Morris, Leonard Nimoy, Terry O'Quinn, Richard Schiff, Robert Walden, Ray Walston
2 : Alan Alda, Ben Alexander, Michael Badalucco, Andre Braugher, David Burns, Leo G. Carroll, Josh Charles, Dominic Chianese, Gordon Clapp, Barry Corbin, Alan Cumming, Fyvush Finkel, Charles Haid, David Harbour, Steve Harris, Steven Hill, Stuart Margolin, Ben Mendelsohn, Edward James Olmos, Oliver Platt, Nicholas Turturro, Jon Voight, Dennis Weaver, Jeffrey Wright

### Récompenses multiples
4 : Peter Dinklage
3 : Art Carney, Don Knotts, Aaron Paul
2 : Michael Conrad, Larry Drake, Stuart Margolin, Ray Walston